# Ballyduff
Ballyduff (iriska: An Baile Dubh) är en ort i republiken Irland.   Den ligger i grevskapet Ciarraí och provinsen Munster, i den sydvästra delen av landet, 250 km väster om huvudstaden Dublin. Ballyduff ligger 37 meter över havet och antalet invånare är 532.
Terrängen runt Ballyduff är platt åt sydväst, men åt nordost är den kuperad. En vik av havet är nära Ballyduff åt nordväst.Runt Ballyduff är det ganska glesbefolkat, med 35 invånare per kvadratkilometer. Närmaste större samhälle är Listowel, 12,0 km öster om Ballyduff. Trakten runt Ballyduff består i huvudsak av gräsmarker.